# Oliver (historieta)
Oliver fue una serie de cómic francesa creada en 1958 por el guionista Étienne Le Rallic y la colaboración de varios dibujantes, entre los que destaca Jaime Juez, para Imperia. Es una versión del popular Robin Hood (y así es como se tradujo su nombre en España).

## Trayectoria
Tras abandonar la serie Carlos Laffond en 1963, se hizo cargo de ella Jaime Juez, quien produciría sus siguientes doscientos números hasta 1978.
En España, Producciones Editoriales publicó 8 números de periodicidad mensual, bajo el título de Robin Hood.